# Epiphragma petulantia
Epiphragma petulantia là một loài ruồi trong họ Limoniidae. Chúng phân bố ở miền Australasia.